# Associazione Sportiva Dilettantistica Treviso 2009 2010-2011
Questa pagina raccoglie le informazioni riguardanti l'Associazione Sportiva Dilettantistica Treviso 2009 nelle competizioni ufficiali della stagione 2010-2011.

## Rosa
| N. |                   | Ruolo | Calciatore            |
| -- | ----------------- | ----- | --------------------- |
|    | Italia (bandiera) | P     | Nicola Sartorello     |
|    | Italia (bandiera) | P     | Samuele De Miglio     |
|    | Italia (bandiera) | D     | Giuseppe Biasuzzi     |
|    | Italia (bandiera) | D     | Andrea Brunetti       |
|    | Italia (bandiera) | D     | Francesco Cernuto     |
|    | Italia (bandiera) | D     | Alessandro De Bortoli |
|    | Italia (bandiera) | D     | Alessandro Faggian    |
|    | Italia (bandiera) | D     | Daniele Visintin      |
|    | Italia (bandiera) | D     | Nicola Cendron        |
|    | Italia (bandiera) | D     | Alberto Paoli         |
|    | Italia (bandiera) | D     | Lorenzo Biagini       |
|    | Italia (bandiera) | D     | Gregorio Granati      |

| N. |                   | Ruolo | Calciatore           |
| -- | ----------------- | ----- | -------------------- |
|    | Italia (bandiera) | C     | Fabio Baldares       |
|    | Italia (bandiera) | C     | Igor De Mattia       |
|    | Italia (bandiera) | C     | Andrea Bandiera      |
|    | Italia (bandiera) | C     | Alessandro Ferronato |
|    | Italia (bandiera) | C     | Luca Salgher         |
|    | Italia (bandiera) | C     | Marco Spinosa        |
|    | Italia (bandiera) | A     | Simone De Lorentiis  |
|    | Italia (bandiera) | A     | Massimo Perna        |
|    | Italia (bandiera) | A     | Andrea Ferretti      |
|    | Italia (bandiera) | A     | Giuseppe Torromino   |
|    | Italia (bandiera) | A     | Luca Bidogia         |

## Risultati

### Serie D

#### Poule scudetto
| 22 maggio 2011 Turno preliminare - Giornata 1 | Treviso | 1 – 1 | Cuneo |  |

| 29 maggio 2011 Turno preliminare - Giornata 2 | Mantova | 0 – 0 | Treviso |  |